# 燕瑛
燕瑛（1963年1月—），女，汉族，北京人，中华人民共和国政治人物，现任北京市政协副主席，北京市工商联主席，第十三届全国政协委员。